# Styringomyia bualae
Styringomyia bualae är en tvåvingeart som beskrevs av Hynes 1988. Styringomyia bualae ingår i släktet Styringomyia och familjen småharkrankar. Inga underarter finns listade i Catalogue of Life.